# Кошаркашка репрезентација Обале Слоноваче
Кошаркашка репрезентација Обале Слоноваче је кошаркашки тим који представља Обалу Слоноваче на међународним такмичењима и под контролом је Кошаркашког савеза Обале Слоноваче.

## Учешћа на међународним такмичењима

### Светска првенства
| Година | Пласман | Турнир                  | Домаћин   |
| ------ | ------- | ----------------------- | --------- |
| 1982.  | 13.     | Светско првенство 1982. | Колумбија |
| 1986.  | 23.     | Светско првенство 1986. | Шпанија   |
| 2010.  | 21.     | Светско првенство 2010. | Турска    |

### Афричка првенства
| Година | Позиција         | Турнир                  |
| ------ | ---------------- | ----------------------- |
| 1962.  | Није учествовала | Афричко првенство 1962. |
| 1964.  | Није учествовала | Афричко првенство 1964  |
| 1965.  | Није учествовала | Афричко првенство 1965. |
| 1968.  | 5.               | Афричко првенство 1968. |
| 1970.  | Није учествовала | Афричко првенство 1970. |
| 1972.  | 10.              | Афричко првенство 1972. |
| 1974.  | Није учествовала | Афричко првенство 1974. |
| 1975.  | Није учествовала | Афричко првенство 1975. |
| 1978.  | 2.               | Афричко првенство 1978. |
| 1980.  | 2.               | Афричко првенство 1980. |
| 1981.  | 1.               | Афричко првенство 1981. |
| 1983.  | 4.               | Афричко првенство 1983. |
| 1985.  | 1.               | Афричко првенство 1985. |
| 1987   | 7.               | Афричко првенство 1987. |
| 1989.  | 5.               | Афричко првенство 1989. |
| 1992.  | 11.              | Афричко првенство 1992. |
| 1993.  | 6.               | Афричко првенство 1993. |
| 1995.  | 7.               | Афричко првенство 1995. |
| 1997.  | 8.               | Афричко првенство 1997. |
| 1999.  | 8.               | Афричко првенство 1999. |
| 2001.  | 8.               | Афричко првенство 2001. |
| 2003.  | 11.              | Афричко првенство 2003. |
| 2005.  | 10.              | Афричко првенство 2005. |
| 2007.  | 8.               | Афричко првенство 2007. |
| 2009.  | 2.               | Афричко првенство 2009. |